# John Polidori
John William Polidori (n. 7 septembrie 1795 – d. 24 august 1821) a fost un scriitor și medic englez, având descendenți italieni. Numele lui este asociat cu mișcarea romantică, creditat drept creatorul romanelor fantastice cu vampiri. Cea mai cunoscută, dintre lucrările sale, este narațiunea scurtă, publicată în 1819, Vampirul (The Vampire). Fiind prima lucrare literară de acest gen din literatura engleză. Deși, inițial, această lucrare i-a fost atribuită într-un mod eronat lui Lord Byron, amândoi, Byron și Polidori au afirmat că această lucrare îi aparține lui Polidori.

## Opera
- Despre pedeapsa cu moartea (On the Punishment of Death) (1816)
- Eseu despre sursa plăcerilor pozitive (An Essay Upon the Source of Positive Pleasure) (1818)
- Vampirul: O poveste (The Vampyre: A Tale) (1819)
- Ernestus Berchtold sau Oedip modern: O poveste (Ernestus Berchtold; or, The Modern Oedipus: A Tale) (1819)
- Ximenes, Jerba și alte poeme (Ximenes, The Wreath and Other Poems) (1819)
- Căderea îngerilor: poem sacru (The Fall of the Angels: A Sacred Poem) (1821)
- Jurnalul doctorului John William Polidori (The Diary of Dr. John William Polidori) (1816)
- Schițe ilustrate despre manierele și costumele din Franța, Elveția și Italia (Sketches Illustrative Of The Manners And Costumes Of France, Switzerland And Italy)( 1821)

## Traduceri
- Vampirul în Povești de groază: 21 de povești care te vor face să tremuri,  Editura Corint 2005. Traducere din limba spaniolă de Cristina Jinga, după textul adaptat de Xavier Valls